# Kelly Johnson (beisbolista)
Kelly Andrew Johnson (Austin, Texas; 22 de febrero de 1982) es un utility estadounidense de béisbol profesional que es agente libre en las Grandes Ligas. Anteriormente jugó con los Arizona Diamondbacks, Toronto Blue Jays, Tampa Bay Rays, New York Yankees, Boston Red Sox, Baltimore Orioles, Atlanta Braves y New York Mets. Se desempeña principalmente como segunda base y jardinero izquierdo.

## Carrera profesional

### Atlanta Braves
Johnson fue seleccionado en la 1.ª ronda (38vo global) del draft de 2000 por los Bravos de Atlanta. Debutó en Grandes Ligas con los Bravos el 29 de mayo de 2005, y se convirtió en jardinero titular debido a las lesiones de varios de sus compañeros. El 13 de junio fue nombrado Jugador de la Semana en la Liga Nacional, luego de batear para promedio de .417 con tres jonrones y 11 carreras impulsadas en 24 turnos al bate.

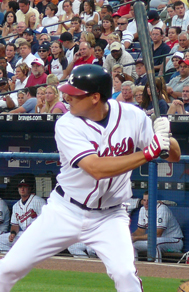
Johnson bateando para los Bravos de Atlanta en 2007.

Una lesión en el hombro le impidió jugar en la temporada 2006. Fue colocado en la lista de lesionados durante los entrenamientos primaverales, y el 1 de junio se sometió a una cirugía Tommy John. Durante el receso de temporada, aprendió a jugar en la segunda base con el entrenador Glenn Hubbard. Inició la temporada 2007 como el segunda base titular y el primer bateador en la alineación. El 8 de abril de 2007, conectó su primer jonrón para iniciar un juego, en la victoria 3-2 ante los Mets de Nueva York. A finales de junio, Johnson perdió su puesto como primer bateador debido a su bajo porcentaje de embasado, el cual fue de .325 en 48 juegos durante mayo y junio. Fue sustituido por Willie Harris, quien resgistraba un porcentaje de embasado de .440 a la fecha. El bajo rendimiento ofensivo de Johnson motivó al mánager Bobby Cox a alternarlo en la segunda base con Yunel Escobar. Johnson culminó la temporada 2016 con promedio de .276 y 16 jonrones.
Con Escobar nombrado como campocorto titular, Johnson retomó el puesto de segunda base a tiempo completo para el 2008. Conectó de hit por 22 juegos consecutivos, la racha más larga en la temporada para la Liga Nacional. En septiembre, tuvo promedio de .398 con 15 carreras impulsadas en 25 juegos. Finalizó la temporada con promedio de .287, 12 jonrones, 69 impulsadas, 86 anotadas y 11 bases robadas.
En 2009, Johnson perdió su puesto como segunda base titular. Incrementó su contacto a lanzamientos dentro de la zona de strike, y abanicó a un mayor número de lanzamientos fuera de la zona. Este patrón se asoció a un swing menos agresivo, lo que pudo afectar su pobre rendimiento en 2009.
El 12 de diciembre de 2009, los Bravos rechazaron el contrato de Johnson, convirtiéndolo en agente libre.

### Arizona Diamondbacks

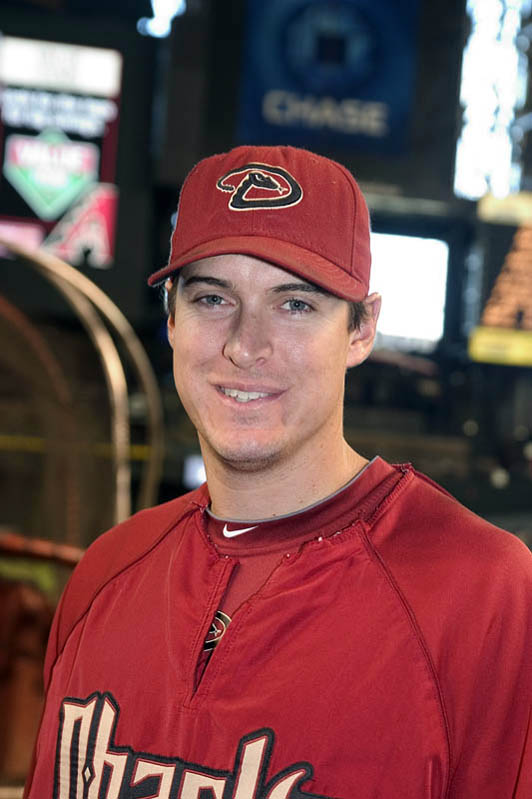
Johnson con los Diamondbacks de Arizona en 2011.

El 30 de diciembre de 2009, Johnson firmó un contrato de un año y $2.35 millones con los Diamondbacks de Arizona.
Recibió el premio de Jugador del Mes para abril de 2010, luego de batear .313 con nueve jonrones, 18 carreras impulsadas, 17 anotadas, porcentaje de slugging de .750 y porcentaje de embasado de .404.
El 23 de julio de 2010, conectó para el ciclo frente a los Gigantes de San Francisco.
El 21 de mayo de 2011, conectó un grand slam ante el cerrador Matt Capps de los Mellizos de Minnesota, liderando a los Diamondbacks a una victoria por 9-6 luego de ir perdiendo por 6-3.
El 8 de julio de 2011, bateó su segundo grand slam de la temporada, esta vez ante Kyle Lohse de los Cardenales de San Luis, para romper un empate por 3-3 en la séptima entrada.

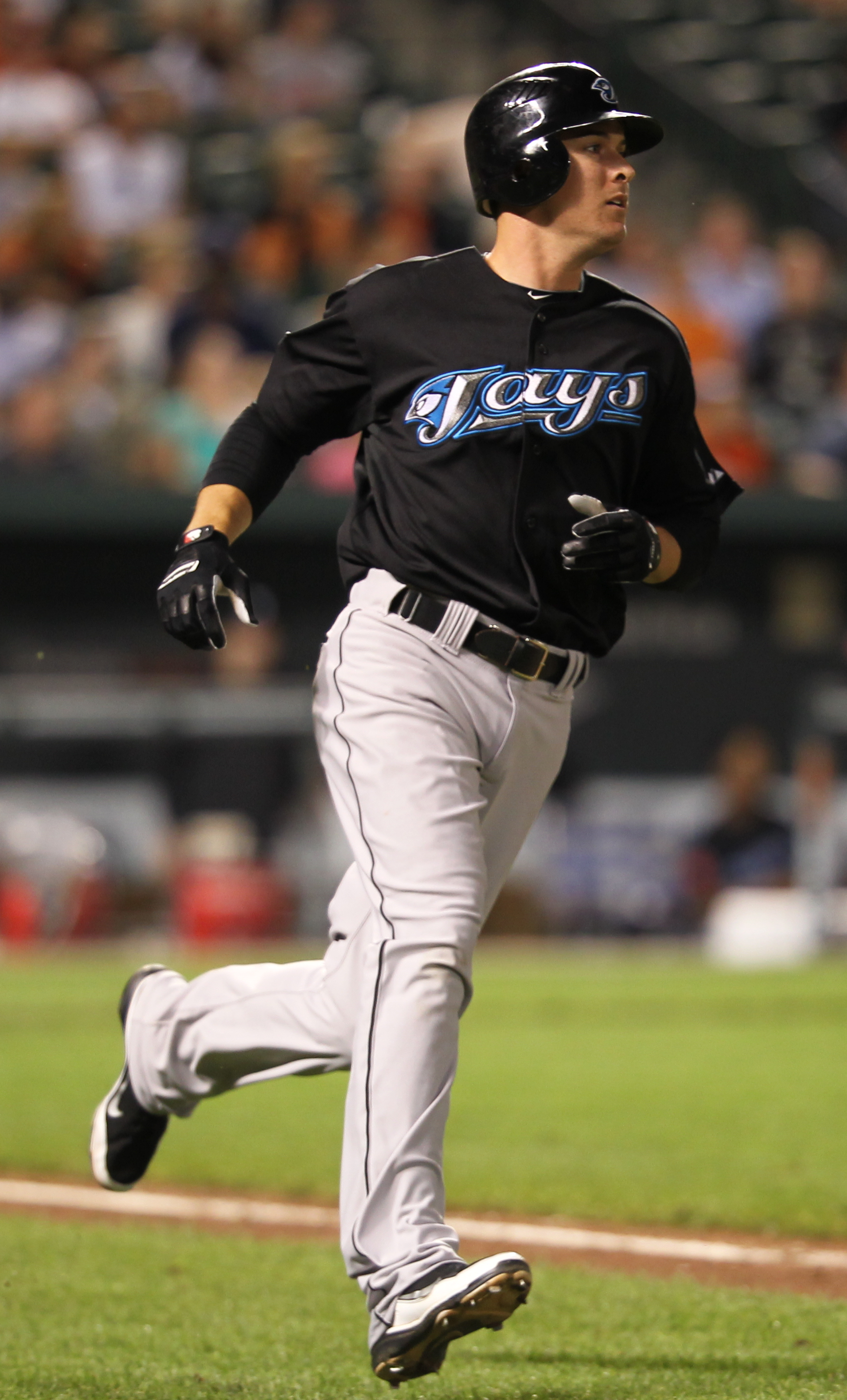
Johnson jugando para los Azulejos de Toronto de 2011.

### Toronto Blue Jays
El 23 de agosto de 2011, Johnson fue cambiado a los Azulejos de Toronto por el segunda base Aaron Hill y el campocorto John McDonald. Debutó el 25 de agosto, conectando 1-2 con dos bases por bolas y una anotada.
El 6 de mayo de 2012, conectó el jonrón 100 de su carrera.

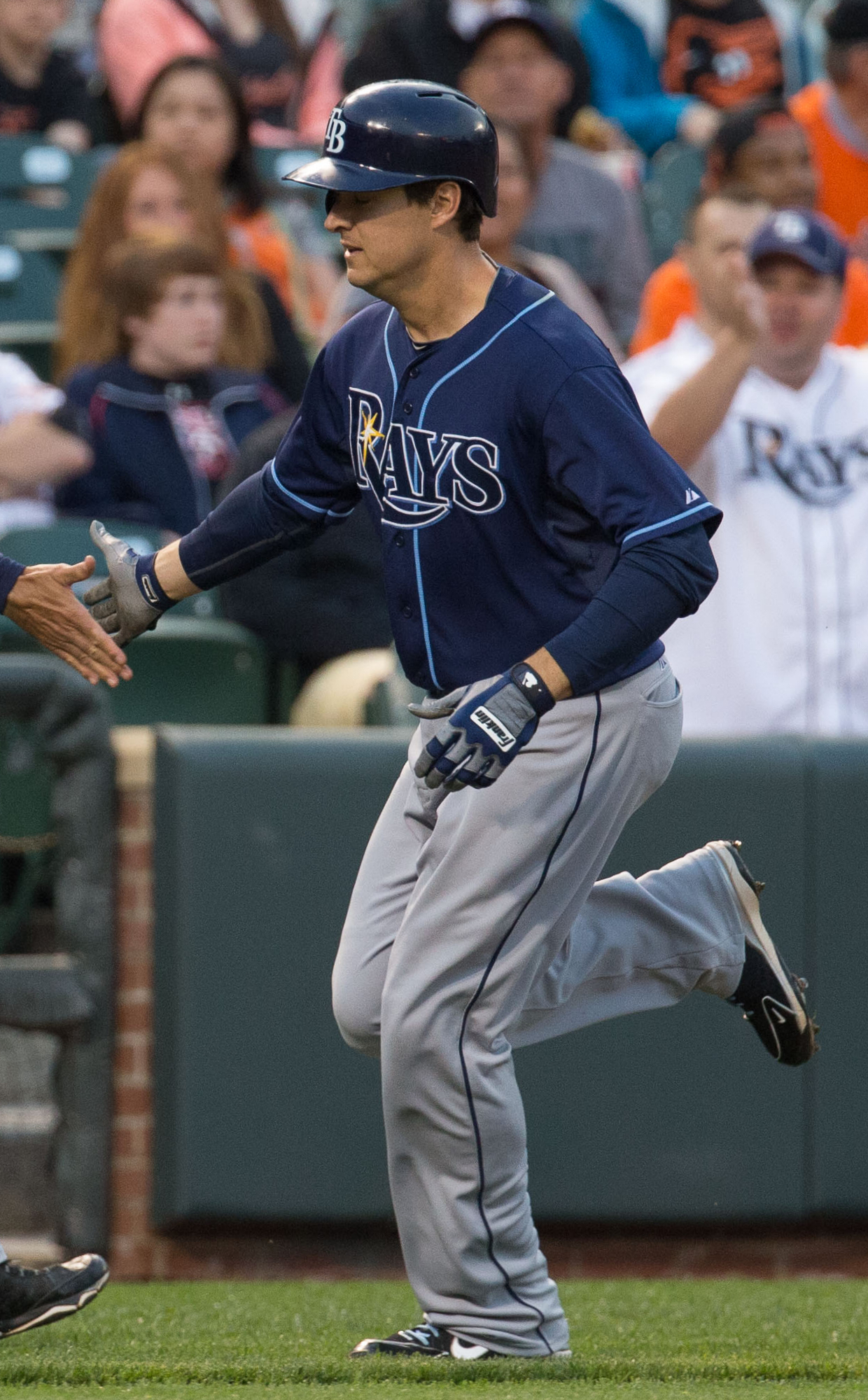
Johnson jugando para los Rays de Tampa Bay en 2013.

### Tampa Bay Rays
En enero de 2013, Johnson llegó a un acuerdo con los Rays de Tampa Bay por un año y $2.45 millones, el cual se hizo oficial el 5 de febrero. Fue el bateador designado para el día inaugural, y durante la temporada también jugó en el jardín izquierdo y primera, segunda y tercera base. Fue titular 50 veces en el jardín izquierdo, compartiendo la posición con Matt Joyce y Sean Rodríguez. En 91 turnos en mayo, bateó .330 con 7 HR y 26 RBI, y en julio conectó .333 con 4 HR y 9 RBI, los únicos meses con rendimiento por encima del promedio. Finalizó el año con .235, 16 HR y 52 RBI en 118 juegos.

### New York Yankees
En diciembre de 2013, Johnson firmó un contrato de un año y $3 millones con los Yanquis de Nueva York. A finales de julio, sufrió una lesión que lo colocó en la lista de inhabilitados de 15 días. Fue utilizado principalmente como un jardinero reserva, siendo titular 56 veces en las esquinas. En 77 con los Yanquis, conectó .219/.304/.373 con 6 HR y 22 RBI.

### Boston Red Sox
El 31 de julio de 2014, los Yanquis transfirieron a Johnson a los Medias Rojas de Boston a cambio de Stephen Drew, la primera transferencia entre estos dos equipos rivales desde 1997. Johnson jugó solo diez juegos con los Medias Rojas, bateando 4-25 (.160) con un doble y una impulsada.

### Baltimore Orioles

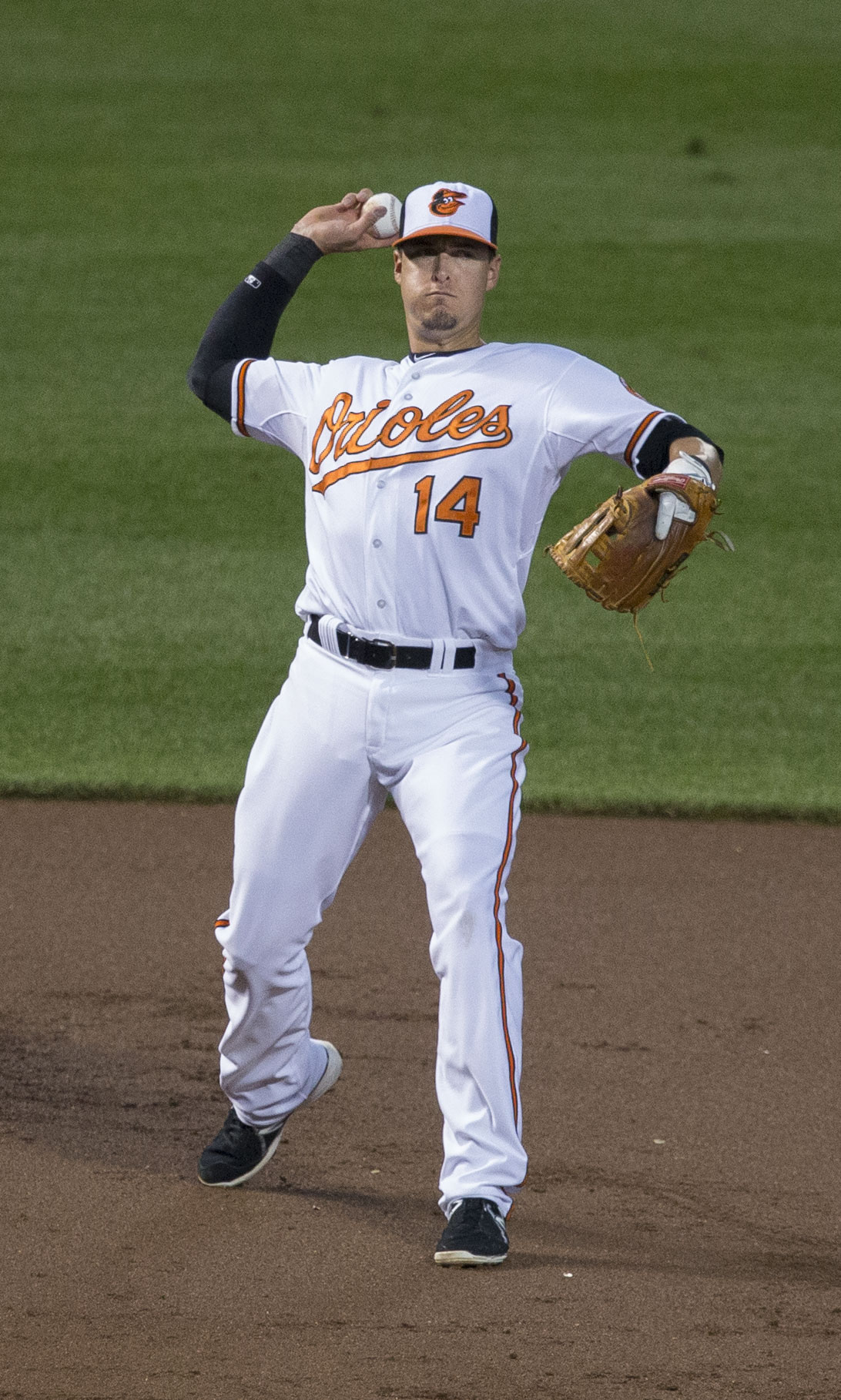
Johnson jugando para los Orioles de Baltimore en 2014.

El 30 de agosto de 2014, Johnson fue transferido a los Orioles de Baltimore junto a Michael Almanzar, a cambio de Ivan De Jesus Jr. y Jemile Weeks. Se convirtió en el primer jugador en jugar para cada equipo de la División Este de la Liga Americana desde que la MLB funciona con seis divisiones en 1994.

### Regreso a los Atlanta Braves
El 21 de enero de 2015, Johnson firmó un contrato de ligas menores con los Bravos de Atlanta que incluyó una invitación a los entrenamientos primaverales. El 4 de abril, el equipo anunció que Johnson formaría parte de la plantilla inicial de temporada. En sus primeros 28 juegos, jugó principalmente como tercera base y jardinero izquierdo. El 14 de mayo de 2015, en un juego ante los Rojos de Cincinnati, una lesión en el oblicuo forzó a Johnson a salir del encuentro después de solo dos lanzamientos durante su primer y único turno al bate. Fue colocado en la lista de lesionados y permaneció allí hasta el 10 de junio. Luego de la lesión en la muñeca del primera base titular Freddie Freeman, Johnson compertió la primera base con Chris Johnson y Joey Terdoslavich.

### New York Mets
El 24 de julio de 2015, Johnson y el tercera base Juan Uribe fueron transferidos a los Mets de Nueva York a cambio de los lanzadores de ligas menores John Gant y Rob Whalen. En su primer juego con los Mets, conectó un sencillo, un doble y un jonrón en la victoria 15-2 ante los Dodgers de Los Ángeles.

### Tercer período con los Atlanta Braves
El 8 de enero de 2016, Johnson regresó nuevamente a los Bravos de Atlanta, con un contrato de un año y $2 millones.

### Regreso a los New York Mets
El 8 de junio de 2016, Johnson fue nuevamente transferido a los Mets de Nueva York, esta vez a cambio del lanzador de ligas menores Akeel Morris.